# Ochremowicze
Ochremowicze (białorus. Ахрымовічы) – wieś w Polsce położona w województwie podlaskim, w powiecie białostockim, w gminie Zabłudów.
Przez miejscowość przebiega droga wojewódzka nr 685.
Wieś magnacka hrabstwa zabłudowskiego położona była w końcu XVIII wieku  w powiecie grodzieńskim województwa trockiego. W latach 1975–1998 miejscowość administracyjnie należała do województwa białostockiego.
Według Pierwszego Powszechnego Spisu Ludności z 1921 r. Ochremowicze zamieszkiwane były przez 28 osób, wśród których 16 zadeklarowało wyznanie prawosławne, a 12 rzymskokatolickie. Podział religijny mieszkańców wsi pokrywał się z ich strukturą etniczną bowiem białoruską przynależność narodową, podobnie jak wyznanie prawosławne, zadeklarowało wówczas 16 mieszkańców, a polską 12.
Współcześnie wieś posiada charakter dwuwyznaniowy. Rzymskokatoliccy mieszkańcy wsi należą do parafii św. Apostołów Piotra i Pawła w niedalekim Zabłudowie, zaś prawosławni do parafii Zaśnięcia Najświętszej Maryi Panny również w Zabłudowie.